# Rosalia Wenger

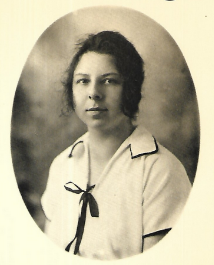
Rosalia Wenger

Rosalia Wenger (* 5. Juni 1906 in Basel; † 5. Dezember 1989 in Bern; verheiratete Rosalia Grützner-Wenger) war eine Schweizer Autorin.

## Leben
Rosalia Wenger wurde als uneheliche Tochter der Dienstmagd Rosina Wenger in Basel geboren. Ihr Vater war der deutsche politische Flüchtling Albin Lessing, der jedoch kurz nach der Geburt seiner Tochter in die USA emigrierte. Sie wuchs bei ihren Grosseltern auf dem Hof Lischern in der Nähe von Schwarzenburg im Kanton Bern auf. Die Grossmutter war ihre Ersatzmutter, da die Mutter über zu geringe finanzielle Mittel verfügte.
Schon als Elfjährige wurde Rosalia Wenger zu Fuhrhaltersleuten in Schwarzenburg verdingt. Als junge Erwachsene hatte sie als Dienstmädchen und Arbeiterin neun verschiedene Stellen in der ganzen Schweiz inne, bevor sie in Bern eine Berufslehre als Glätterin und Wäscherin machte und als solche in Bern tätig war. 1932 heiratete sie den Arbeiter Werner Grützner, mit dem sie zwei Töchter hatte. Die Ehe stand wiederholt kurz vor der Scheidung, da sie ihr Mann zeitweise wie ein Dienstmädchen behandelte und ihr jahrelang Besuche und Reisen verbot.
1960 wurde sie vom Schwiegersohn ermutigt, ihre Zeit als Verdingkind, Arbeiterin, Dienstmädchen und unglückliche Ehefrau erzählerisch aufzuarbeiten. Nach dem Tod ihres Mannes trat Rosalia Wenger der Berner Frauenbefreiungsbewegung (FBB) bei. 1978 erschien ihre Autobiografie Rosalia G., die umgehend zu einem viel gelesenen Werk avancierte. Dafür erhielt sie 1979 den Buchpreis der Stadt Bern. Weitere Begebenheiten aus ihrem Leben, die nicht im ersten Buch Platz gefunden hatten, erschienen 1982 unter dem Titel Warum hast du dich nicht gewehrt.

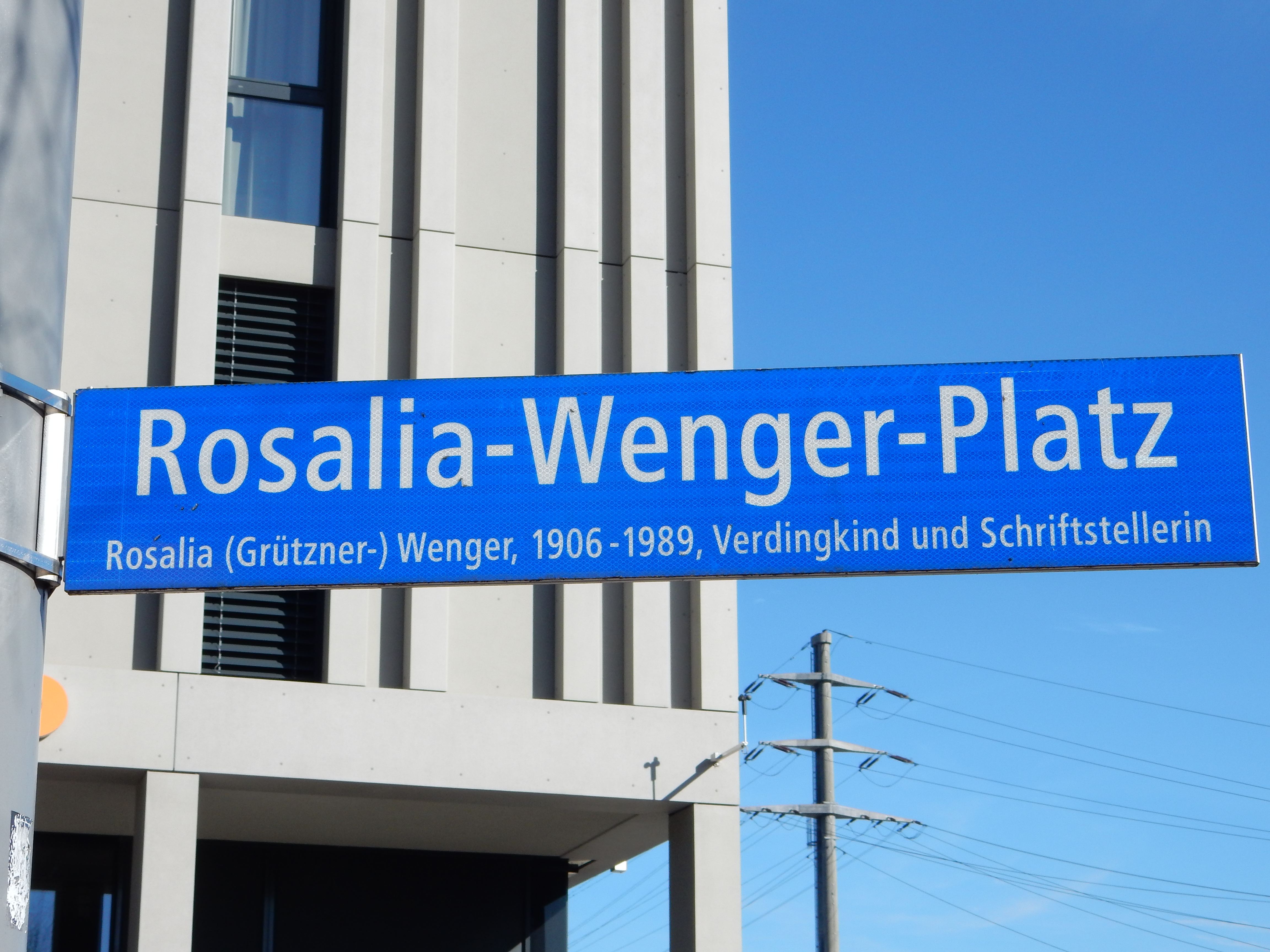
Nach ihr wurde in Bern ein Platz benannt.

Rosalia Wenger starb 1989 im Alter von 83 Jahren.
Nach ihr wurde 2004 bei der S-Bahn-Station Wankdorf in Bern ein Platz mit einem Brunnen benannt. Ihr Nachlass wurde 2009 von ihren Töchtern dem Schweizerischen Literaturarchiv geschenkt.

## Werke
- Rosalia G. ein Leben. 15. Auflage, Zytglogge, Gümligen, BE 1988, ISBN 3-7296-0081-8 [alle Auflagen mit derselben ISBN].
- Warum hast du dich nicht gewehrt: Aufzeichnungen. 3. Auflage, Zytglogge, Gümligen, BE 1987. ISBN 3-7296-0158-X [alle Aufl. mit derselben ISBN].

### «Rosalia G.» (1978)
Inhalt: Rosalia wächst als uneheliches Kind bei ihren Grosseltern auf. Nach dem Tod der Grossmutter ist die schöne Kindheit vorbei. Von der Armenbehörde wird das elfjährige Mädchen verdingt und muss nun hart wie eine Magd arbeiten. Sie fühlt sich unverstanden und allein gelassen. Nach der Konfirmation wagt Rosalia nicht, ihre Sehnsucht nach einer Bürolehre gegenüber der Armenbehörde bekanntzugeben. Sie nimmt eine Dienstmädchenstelle in einer Wäscherei-Glätterei in Bern an. Vierzehnstunden-Arbeitstage sind die Regel. Rosalia wünscht sich allerdings nichts sehnlicher als Bildung und Bücher. Nach mehreren weiteren Arbeitsstellen in der Westschweiz und Bern nimmt sie Arbeit in einer Bäckerei in Brugg an, um näher bei ihrem neuen Freund zu sein. Die Heirat kommt nicht zustande und Rosalia kehrt wiederum als Dienstmädchen nach Bern zurück. Endlich kann sie eine Berufslehre als Glätterin machen. Sie heiratet einen Arbeiter, obwohl sie das Gefühl hat, dass es nicht der richtige Mann für sie ist. Trotzdem ist sie stolz auf die eigene Wohnung. Doch ihr Mann wird bald arbeitslos, und erste Probleme stellen sich ein. Rosalia arbeitet erneut in einer Wäscherei und zusätzlich noch in einer Papeterie. Kurz nacheinander kommen zwei Töchter auf die Welt. Ihr cholerischer und unberechenbarer Mann demütigt sie immer mehr. Sie denkt oft an Scheidung. – Nach dem Tod des Mannes helfen ihr die beiden verständnisvollen Töchter, sich der Frauenbefreiungsbewegung anzuschliessen und Kurse an der Volkshochschule zu besuchen. Sie liest Bücher und beginnt, ihr Leben aufzuschreiben. Sie stellt fest, wie sehr sie sich zeitlebens hat in Rollen drängen lassen und ihre eigenen Wünsche stets hintenan gestellt hat.
Würdigung: Rosalia Wengers Autobiografie wurde von Kritikern und Publikum breit rezipiert. Hervorgehoben wurde ihr Mut, das eigene schwierige Leben darzustellen. Das Buch erlebte zu Lebzeiten der Autorin fünfzehn Auflagen. Der Buchtitel Rosalia G. steht für Rosalia Grützner, doch bevorzugte sie es, die Autobiografie unter ihrem Geburtsnamen Rosalia Wenger herauszugeben.
«Vorgestern handelte Literatur von Adeligen [...] Gestern befassten sich die Schriftsteller mit der gehobenen Mittelklasse, mit einem verniedlichten Kleinbürgertum [...] Heute, endlich, werden auch jene Menschen dargestellt, welche die Mehrheit von uns ausmachen, welche die längste Zeit nicht zur Kenntnis genommen wurden – jene, die mit unterbezahlter Arbeit unter härtesten Bedingungen die gehobene Existenz aller übrigen ermöglichten: Arbeiter, Kleinbauern und – Frauen [...] Wer Rosalia G. gelesen hat, wird künftig die Augen offen halten für die Röslis unserer Zeit, wird verstehen, warum Frauen mit Frauen solidarisch sein sollten.» – Doris Morf, Schriftstellerin und Politikerin.

### «Warum hast du dich nicht gewehrt» (1982)
Lesungen ihres ersten Buches und weiterer unveröffentlichter Szenen, die aus Platzmangel nicht in Rosalia G. veröffentlicht werden konnten, lösten ein positives Echo aus. Rosalia Wenger entschloss sich, in einem neuen Buch die Charaktere ihrer Mitmenschen genauer zu schildern und vermehrt in die Details ihres früheren Lebens als Arbeiterin einzugehen. Die Benachteiligungen als Verdingkind und Frau werden noch deutlicher. Abgedruckte Leserreaktionen auf Rosalia G. und Tagebuchaufzeichnungen beleuchten Rosalia Wengers letzte Lebensjahre.